# Akçaabat
Akçaabat (în antichitate Platana) este un municipiu (Belediye) din provincia Trabzon, din Turcia.
Orașul este situat direct la Marea Neagră și a fost format de coloniștii greci din Milet în secolul al VII-lea î.Hr. Colonia a fost numită Platana, probabil din cauza numărului mare de platani din zonă. Akçaabat a fost timp de secole parte a Imperiului Otoman și numit Polathane.

## Sport
Clubul de fotbal al orașului, Akçaabat Sebatspor, are din anul 1923 o echipă de fotbal, care reprezenta regiunea în a doua și a treia ligă, astăzi TFF 1. Lig și TFF 2. Lig.